# Ōku no Himemiko
Ōku no Himemiko (japanisch 大来皇女; * 12. Februar 661; † 29. Januar 702) war die Tochter des Temmu Tennō und von Prinzessin Ōta und eine japanische Dichterin der Asuka-Zeit. Ihr Bruder war Prinz Ōtsu (Ōtsu-no-miko).

## Leben
Ihre Mutter starb, als sie erst sieben Jahre alt war. Mit 13 Jahren wurde sie eine Saiō, eine Tempeldienerin im Ise-Schrein, wo sie 13 Jahre lang Dienst verrichtete und im Saikū, einem Dorf 10 km vom Schrein entfernt lebte. Kurz nach dem Tod des Temmu Tennō war es an ihrem Bruder Prinz Ōtsu die Nachfolge anzutreten, doch er wurde des Hochverrats angeklagt und hingerichtet. Zu dieser Zeit verließ Ōku den Ise-Schrein und kehrte zurück in die Hauptstadt. Über ihr weiteres Leben bis zu ihrem Tod im Alter von 40 Jahren ist weiterhin nichts bekannt.
Von Ōku no Himemiko sind in der Gedichtanthologie Man’yōshū sechs Tanka erhalten, die den Tod des Bruders beklagen.